# International Telecommunication Union
ITU eller International Telecommunication Union er et standardiseringsorgan, som omfatter:
- ITU-R – Radiokommunikation
- ITU-T – Telekommunikation
- ITU-D – Strategier til udviklingslande

## Nævn
Mens den befuldmægtigede nævn er Unionens vigtigste beslutningstagende organ, fungerer ITU-nævnet som Unionens styrende organ i intervallet mellem befuldmægtigede konferencer. Nævnet mødes hvert år. Nævnet er sammensat af 48 medlemmer og arbejder for at sikre, at Unionen fungerer gnidningsløst, samt at overveje brede telekommunikationspolitiske spørgsmål. Nævnets medlemmer er som følger:
| Region A (Amerika) 9 sæder | Region B (Vesteuropa) 8 sæder | Region C (Østeuropa og Nordlige Asien) 5 sæder | Region D (Afrika) 13 sæder | Region E (Asien og Australasien) 13 sæder |
| -------------------------- | ----------------------------- | ---------------------------------------------- | -------------------------- | ----------------------------------------- |
| Argentina                  | Frankrig                      | Aserbajdsjan                                   | Algeriet                   | Australien                                |
| Bahamas                    | Italien                       | Tjekkiet                                       | Mauritius                  | Kina                                      |
| Brasilien                  | Tyskland                      | Polen                                          | Egypten                    | Indien                                    |
| Canada                     | Storbritannien                | Rumænien                                       | Ghana                      | Indonesien                                |
| Cuba                       | Sverige                       | Bulgarien                                      | Tanzania                   | Bahrain                                   |
| El Salvador                | Spanien                       |                                                | Kenya                      | Japan                                     |
| Mexico                     | Schweiz                       |                                                | Marokko                    | Kuwait                                    |
| United States              | Tyrkiet                       |                                                | Nigeria                    | Malaysia                                  |
| Paraguay                   |                               |                                                | Rwanda                     | Filippinerne                              |
|                            |                               |                                                | Senegal                    | Saudi-Arabien                             |
|                            |                               |                                                | Sydafrika                  | Sydkorea                                  |
|                            |                               |                                                | Tunesien                   | Thailand                                  |
|                            |                               |                                                | Uganda                     | United Arab Emirates                      |

## Udgivne standarder
- G.114 – Anbefaling til forsinkelse af talesignaler
- G.711 – A-law og {\displaystyle \mu }-law – Den mest udbredte talekodning for fastnettelefoni